# Friedrich Georg von Bunge (Gouverneur)
Friedrich Georg von Bunge (* 25. August 1860 in Reval; † 1922 in Nikolsk) war ein russisch-baltischer Adliger und Gouverneur des Russischen Kaiserreichs auf Sachalin.

## Leben

### Herkunft und Familie
F.G. von Bunge stammte aus der Gelehrten- und Adelsfamilie Bunge, seine Eltern waren der Magister und Landgerichtsassessor Theodor Georg Gottfried von Bunge (* 1826 in Dorpat; † 1911 auf Strandhof) und Sophie Charlotte, geborene Fiandt. Sein Großvater war der Rechtsgelehrte Friedrich Georg von Bunge (* 1802 in Kiew; † 1897 in Wiesbaden). Er war verheiratet und hatte einen Sohn namens Alexander, dieser wurde gemeinsam mit seinem Vater im Jahre 1922 in Nikol'sk-Usurijsk von den Bolschewisten erschossen.

### Werdegang
Friedrich Georg von Bunge besuchte die Ritter- und Domschule zu Reval, danach studierte er an der Kaiserlichen Universität Dorpat Rechtswissenschaften. Nach seinem Studium war er als Hauslehrer in Pensa tätig und wurde danach Beamter der Reichsbank. Von 1890 bis 1891 war er in Chabarowsk und von 1891 bis 1893 in Nikolskoe-Primorskoe Untersuchungsrichter. Ab 1893 bekleidete er das Gehilfenamt des Gouvernements-Prokurator von Sachalin, danach wurde er Gehilfe des Militärgouverneurs von Sachalin. 1909 wurde er zum Vizegouverneur von Sachalin ernannt und übernahm schließlich als Wirklicher Staatsrat das Gouverneursamt von Sachalin. Zur gleichen Zeit war er auch Ehrenfriedensrichter in Wladiwostok.